# Enrico De Nicola
Enrico De Nicola (n. 9 noiembrie 1877, Napoli, Italia – d. 1 octombrie 1959, Torre del Greco, Campania, Italia) a fost un politician italian, primul președinte al Italiei, în funcție în perioada 1 ianuarie – 12 mai 1948.